# エリック・アビダル
エリック・アビダル（Éric Abidal, 1979年9月11日 - ）は、フランス・リヨン出身の元プロサッカー選手。元フランス代表。現役時代のポジションはディフェンダー（左サイドバック、センターバック）。マルティニークにルーツを持つ。

## 経歴

### クラブ

#### フランス時代
リヨン郊外にあるASリヨン＝ドゥシェールからASモナコの下部組織に移り、2000年9月16日のトゥールーズFC戦でプロデビューを果たした。2001-02シーズンまでの2シーズンで25試合に出場し、2002年にはASモナコ時代の恩師クロード・ピュエルが監督を務めるリールに移籍した。LOSCリール・メトロポールで才能を開花させ、2シーズンで62試合に出場した。
2004年夏、リーグ・アンを2連覇していたオリンピック・リヨンに移籍し、久々に地元に戻った。GKグレゴリー・クーペ、SBフランソワ・クレール、SBアントニー・レヴェイエール、CBクリス、CBクラウディオ・カサッパなどとともに強固なディフェンスを築き、2004-05シーズン、2005-06シーズンはリーグ・アンとクープ・ドゥ・フランスの2冠を達成した。2006-07シーズンはクープ・ドゥ・フランス制覇こそ逃したが、リーグ戦では6連覇（アビダル加入後は3連覇）の快挙を達成した。2007年1月17日、プロデビューして以来初となる得点をクープ・ドゥ・フランス準決勝・ル・マンUC戦で決めた。

#### FCバルセロナ
2007年6月30日、移籍金1500万ユーロでリーガ・エスパニョーラのFCバルセロナに移籍し、4年契約を結んだ。リヨンで着けていた背番号20はMFデコが既に着けていたため、背番号は22に決定した。違約金は9000万ユーロに設定され、クラブが2010-11シーズンまでにUEFAチャンピオンズリーグ優勝を果たした際には50万ユーロが余計にリヨンに支払われることとなった。
DFシウヴィーニョらと左サイドバックのポジションを争うことが多かったが、フランク・ライカールト監督はアビダルをセンターバックで起用することもあった。2009年2月21日、エスパニョール戦で股関節を痛め、2ヶ月の間戦線離脱した。2008-09シーズンのUEFAチャンピオンズリーグ・準決勝ではチェルシーと対戦したが、FWニコラ・アネルカを倒して決定機を阻害したとして退場処分を受け、決勝のマンチェスター・ユナイテッド戦には出場できなかった。チェルシー戦のすぐ後に行われたビジャレアルとのリーグ戦でもレッドカードを受け、コパ・デル・レイ決勝のビルバオ戦への出場を逃した。
2009年夏にはインテルからDFマクスウェルが加入したが、2009-10シーズンも左サイドバックのレギュラーポジションを守った。2010年2月には左足外転筋を痛め、2ヶ月の離脱を余儀なくされた。
2011年1月5日、コパ・デル・レイ5回戦・アスレティック戦2ndレグで先制点を決めたが、この得点は在籍4シーズン目にして初得点であった。2011年3月、肝臓に腫瘍が発見され、3月17日に摘出手術を行った。3月24日に退院後 リハビリを重ね、5月3日のチャンピオンズリーグ準決勝2ndレグのレアル・マドリード戦で90分から途中出場しピッチに復帰。観客から大声援を受け、試合後にはチームメイトにより胴上げされた。
2011-2012シーズンも開幕から好調なプレーを続けていたアビダルだったが、肝移植手術を受ける為2012年3月中旬に再び戦線を離脱。手術は無事成功に終わった。
2013年4月6日、手術後はじめての試合（マジョルカ戦）に出場。5月30日、このシーズン限りでのバルセロナ退団を発表。

#### フランスに復帰
2013年7月8日、大量補強を目指す古巣ASモナコへ1年契約で復帰すると発表された。

#### オリンピアコス
2014年7月5日、ギリシャのオリンピアコスFCへ移籍した。
2014年12月19日、個人的な理由で現役を引退する決断を下した。

### 代表
2004年8月18日、ボスニア・ヘルツェゴビナ戦でフランス代表デビューした。2006 FIFAワールドカップ本大会グループリーグ初戦のスイス戦と2戦目の韓国戦には左サイドバックとしてフル出場したが、2試合で2枚のイエローカードを受けたため、3戦目のトーゴ戦は累積警告により出場できず、DFミカエル・シルヴェストルがアビダル欠場の穴を埋めた。スペインとの決勝トーナメント1回戦からは先発メンバーに復帰し、決勝までフル出場を続けた。決勝のイタリア戦はPK戦にもつれ込み、アビダルは3番手キッカーとしてPKを決めたが、試合には敗れて準優勝に終わった。
UEFA EURO 2008予選も左サイドバックのレギュラーであり、本大会にも順当に選出された。グループリーグ最終戦のイタリア戦はセンターバックとして出場したが、前半24分にFWルカ・トーニを倒してPKを与え、一発退場処分を受ける散々な出来であり、チームもグループリーグ敗退に終わった。
2010 FIFAワールドカップ本大会初戦のウルグアイ戦と2戦目のメキシコ戦にはセンターバックとして出場したが、アネルカの追放処分やDFパトリス・エヴラの裏切り者発言などに象徴されるようにチーム状態は最悪で、2試合で勝ち点1に終わった。3戦目の前には「試合に向けた準備ができていない」とレイモン・ドメネク監督に申し出たため、1-2で敗れた南アフリカ戦には出場していない。
肝移植手術に伴い1年半の間代表から離れていたが、2013年8月8日に代表に選出され、8月14日のベルギー戦に出場した。
2014 FIFAワールドカップフランス代表には選出されず、2014年8月15日に代表引退を発表した。

### 引退後
2015年、FCバルセロナの会長選に立候補していたジョアン・ラポルタに、会長に選任された際のテクニカルディレクターに指名されたが、ラポルタはジョゼップ・マリア・バルトメウに敗れた。
2017年6月14日、FCバルセロナの大使に就任した。
2018年6月7日、ロベルト・フェルナンデスの後任としてFCバルセロナのスポーツディレクターに就任することが発表された。
2020年8月18日、FCバルセロナのスポーツディレクターを双方合意の上で契約解除。

## エピソード
- 2010-11シーズン終了時点では、クラブでの得点はオリンピック・リヨン在籍時にクープ・ドゥ・フランスで記録した1点と、FCバルセロナ在籍時にコパ・デル・レイで記録した1点の2点のみだったが、2011-12シーズンのコパ・デル・レイ、レアル・マドリードとの準々決勝1stレグでバルセロナ在籍2点目(自身クラブ通算3得点目)を記録した。50試合以上出場しているフランス代表では無得点で、ブルガリア戦とイラン戦でPKを蹴る機会があったがいずれも外している。2006 FIFAワールドカップ・決勝のイタリア戦でPKを決めているが、これはPK戦中に記録したものであり、公式の得点とは認められていない。

### 肝臓の腫瘍・移植
- 2011年5月28日に行われたUEFAチャンピオンズリーグ決勝のマンチェスター・ユナイテッド戦後の優勝セレモニーにおいて、主将のカルレス・プジョルの計らいでキャプテンマークを巻いて優勝トロフィーの「ビッグイヤー」を掲げる大役を任されている。
- 前述の通り肝移植手術を受けたアビダルのサッカー選手としての復帰について、専門医は「極めて難しい」と主張していた[27]。
- しかし上記の通り、2013年4月に奇跡的に復帰。担当した主治医によれば、当初の目標は普通の生活ができるように治療することであり、現役のプロサッカープレイヤーに復帰できたことは奇跡であると語っている[28]。
- 復帰後の本人へのインタビューでは短期間に4，5回の手術を受け体重が19キロ減ったこと、また耐え切れない痛みのため医師に昏睡状態にしてくれないかと頼んだこともあったと闘病生活の苦しさ振り返った[29]。

## 個人成績

### クラブでの成績
| クラブ               | リーグ         | シーズン | 国内リーグ | 国内リーグ | 国内カップ | 国内カップ | 欧州カップ | 欧州カップ | 通算 | 通算 |
| クラブ               | リーグ         | シーズン | 出場       | 得点       | 出場       | 得点       | 出場       | 得点       | 出場 | 得点 |
| -------------------- | -------------- | -------- | ---------- | ---------- | ---------- | ---------- | ---------- | ---------- | ---- | ---- |
| ASモナコB            | CFA            | 2000-01  | 8          | 0          | —          | —          | —          | —          | 8    | 0    |
| ASモナコ             | リーグ・アン   | 2000-01  | 8          | 0          | —          | —          | 1          | 0          | 9    | 0    |
| ASモナコ             | リーグ・アン   | 2001-02  | 14         | 0          | 3          | 0          | —          | —          | 17   | 0    |
| ASモナコ             | リーグ・アン   | 合計     | 22         | 0          | 3          | 0          | 1          | 0          | 26   | 0    |
| リール               | リーグ・アン   | 2002-03  | 27         | 0          | 3          | 0          | —          | —          | 30   | 0    |
| リール               | リーグ・アン   | 2003-04  | 35         | 0          | 3          | 1          | —          | —          | 38   | 1    |
| リール               | リーグ・アン   | 合計     | 62         | 0          | 6          | 1          | 0          | 0          | 68   | 1    |
| オリンピック・リヨン | リーグ・アン   | 2004-05  | 29         | 0          | 5          | 1          | 7          | 0          | 41   | 1    |
| オリンピック・リヨン | リーグ・アン   | 2005-06  | 14         | 0          | 2          | 0          | 6          | 0          | 22   | 0    |
| オリンピック・リヨン | リーグ・アン   | 2006-07  | 33         | 0          | 3          | 1          | 7          | 0          | 43   | 1    |
| オリンピック・リヨン | リーグ・アン   | 合計     | 76         | 0          | 11         | 2          | 20         | 0          | 107  | 2    |
| FCバルセロナ         | プリメーラ     | 2007-08  | 30         | 0          | 6          | 0          | 10         | 0          | 46   | 0    |
| FCバルセロナ         | プリメーラ     | 2008-09  | 25         | 0          | 2          | 0          | 5          | 0          | 32   | 0    |
| FCバルセロナ         | プリメーラ     | 2009-10  | 17         | 0          | 4          | 0          | 10         | 0          | 31   | 0    |
| FCバルセロナ         | プリメーラ     | 2010-11  | 26         | 0          | 5          | 1          | 8          | 0          | 39   | 1    |
| FCバルセロナ         | プリメーラ     | 2011-12  | 22         | 0          | 7          | 1          | 9          | 0          | 38   | 1    |
| FCバルセロナ         | プリメーラ     | 2012-13  | 5          | 0          | 0          | 0          | 0          | 0          | 5    | 0    |
| FCバルセロナ         | プリメーラ     | 合計     | 125        | 0          | 26         | 2          | 42         | 0          | 193  | 2    |
| ASモナコ             | リーグ・アン   | 2013-14  | 26         | 0          | 3          | 0          | 0          | 0          | 29   | 0    |
| オリンピアコス       | スーパーリーグ | 2014-15  | 9          | 0          | 0          | 0          | 6          | 0          | 15   | 0    |
| 通算                 | 通算           | 通算     | 328        | 0          | 49         | 5          | 69         | 0          | 446  | 5    |

## 代表歴

### 出場大会
- フランス代表
  - 2006 FIFAワールドカップ
  - 2010 FIFAワールドカップ

### 試合数
- 国際Aマッチ 67試合 0得点（2004年-2013年）[35]

| フランス代表 | 国際Aマッチ | 国際Aマッチ |
| 年           | 出場        | 得点        |
| ------------ | ----------- | ----------- |
| 2004         | 1           | 0           |
| 2005         | 3           | 0           |
| 2006         | 15          | 0           |
| 2007         | 12          | 0           |
| 2008         | 9           | 0           |
| 2009         | 5           | 0           |
| 2010         | 6           | 0           |
| 2011         | 9           | 0           |
| 2012         | 1           | 0           |
| 2013         | 6           | 0           |
| 通算         | 67          | 0           |

## タイトル

### クラブ
オリンピック・リヨン
- リーグ・アン：2004-05, 2005-06, 2006-07
- フランススーパーカップ：2005, 2006, 2007

FCバルセロナ
- FIFAクラブワールドカップ：2009, 2011
- UEFAチャンピオンズリーグ：2008-09, 2010-11
- UEFAスーパーカップ：2009, 2011
- リーガ・エスパニョーラ：2008-09, 2009-10, 2010-11, 2012-13
- コパ・デル・レイ：2008-09, 2011-12
- スーペルコパ・デ・エスパーニャ：2009, 2010, 2011

### 個人
- UEFAチーム・オブ・ザ・イヤー：2007